# Astronesthes richardsoni
Astronesthes richardsoni е вид лъчеперка от семейство Stomiidae. Видът не е застрашен от изчезване.

## Разпространение и местообитание
Разпространен е в Ангола, Бахамски острови, Бенин, Габон, Гамбия, Гана, Гвинея, Гвинея-Бисау, Демократична република Конго, Екваториална Гвинея, Кабо Верде, Камерун, Канада, Кот д'Ивоар, Куба, Либерия, Мавритания, Мексико, Намибия, Нигерия, Сао Томе и Принсипи, Сенегал, Сиера Леоне и Того.
Обитава морета и заливи. Среща се на дълбочина от 103,5 до 1000 m, при температура на водата от 3,5 до 20,2 °C и соленост 34,8 – 36,7 ‰.

## Описание
На дължина достигат до 15,9 cm.